# Кузнецова, Мария Степановна
Мария Степановна Кузнецова, в девичестве — Иванова (5 января 1910 — 12 ноября 1986) — передовик советского сельского хозяйства, звеньевая семеноводческого совхоза «Елизаветинский» Министерства совхозов СССР, Аткарский район Саратовской области, Герой Социалистического Труда (1948).

## Биография
Родилась в крестьянской семье. Русская. В 11 лет осталась круглой сиротой, воспитывалась у дяди. В школе не обучалась, малограмотная. 
Трудиться начала в возрасте 15 лет. В 1929 году вступила в колхоз "Елизаветинский", в 1941 году преобразован в совхоз с тем же названием. Начала работать рядовой колхозницей, позже стала звеньевой в полеводческой бригаде, выращивали пшеницу. В 1947 году её звено получило высокий урожай зерновых. С участка площадью 9,97 гектаров было собрано 31,08 центнера с гектара пшеницы сорта "Саратовская 29".
Указом Президиума Верховного Совета СССР от 26 февраля 1948 года за получение высокого урожая пшеницы при выполнении совхозом плана сдачи государству сельскохозяйственных продуктов в 1947 году и обеспеченности семенами зерновых культур для весеннего сева 1948 года Марии Степановне Кузнецовой было присвоено звание Героя Социалистического Труда с вручением ордена Ленина и медали «Серп и Молот».
Высокие награды были вручены на торжественном собрании в Саратове 17 мая 1948 года.
В 1959 году по семейным обстоятельствам переехала на постоянное место жительство в город Саратов. В 1960 году поступила работать в строительную организацию посудомойкой, поваром, рабочей по кухне. С марта 1963 года - рабочая конторы "Саратовтехснабнефть". В 1967 году вышла на заслуженный отдых.
Умерла 12 ноября 1986 года. Похоронена на Елшанском кладбище города Саратова.

## Награды
- золотая звезда «Серп и Молот» (03.04.1948)
- орден Ленина (03.04.1948)
- другие медали.

## Память
- На аллее Героев в селе Елизаветино установлена мемориальная доска в честь Героя Социалистического Труда Кузнецовой Марии Степановны[3].